# Przemęcki
Przemęcki – polski herb szlachecki znany z jedynego wizerunku pieczętnego.

## Opis herbu
W polu pas między trzema różami (2 i 1).

## Najwcześniejsze wzmianki
Pieczęć Jerzego Przemęckiego z 1570 roku.

## Herbowni
Przemęcki, Przemięcki.